# Kokomo (motorfiets)
Kokomo is een historisch merk van motorfietsen.
De Amerikaanse fabrikant is Kokomo Motorcycles in Kokomo (Indiana), waarvan weinig bekend is. 
Men produceerde in het begin van de 20e eeuw in elk geval een 300 cc eencilinder zijklepper, die slecht verkocht werd doordat de machine te weinig vermogen leverde. Toen de productie in 1911 verkocht werd aan Shaw in Galesburg (Kansas) bleef deze machine onder de naam Shaw in productie.